# Северный сельсовет (Новосибирская область)
Северный сельсовет — сельское поселение в Северном районе Новосибирской области Российской Федерации.
Административный центр — село Северное.

## История
Статус и границы сельского поселения установлены Законом Новосибирской области от 2 июня 2004 года № 200-ОЗ «О статусе и границах муниципальных образований Новосибирской области»

## Население
| 2002  | 2010  | 2012  | 2013  | 2014  | 2015  | 2016  |
| ----- | ----- | ----- | ----- | ----- | ----- | ----- |
| 5443  | ↘5309 | ↘5206 | ↘5178 | ↘5122 | ↘5071 | ↘4988 |
| 2017  | 2018  | 2019  | 2020  | 2021  |       |       |
| ↘4949 | ↘4892 | ↘4843 | ↘4822 | ↘4700 |       |       |

## Состав сельского поселения
| № | Населённый пункт | Тип населённого пункта       | Население |
| - | ---------------- | ---------------------------- | --------- |
| 1 | Северное         | село, административный центр | ↘4700     |